# Drottning Alexandrines bro
Drottning Alexandrines bro, även kallad Mønbron, är en 746 meter lång bågbro som går över Ulvsund mellan Kalvehave på Själland och Koster på Møn i Danmark.
Den är uppkallad efter Kristian X:s drottning Alexandrine och ersatte en tidigare färjeförbindelse då den öppnade den 30 maj 1943.
Bron är motiv på de danska 500-kronorssedlarna från 2009.